# 9929 McConnell
9929 McConnell là một tiểu hành tinh vành đai chính. Nó quay quanh Mặt Trời mỗi 3.43 năm.
Được phát hiện ngày 24 tháng 2 năm 1982 bởi đài quan sát Oak Ridge, tiểu hành tinh này đã được đặt tên chỉ định "1982 DP1". Sau đó nó được đổi tên thành "McConnell" theo John C. McConnell, một nhà sử học thiên văn.